# Mozzola
Il Mozzola è un torrente appenninico, affluente del Taro, che scorre interamente nella provincia di Parma, nella zona del medio appennino.

## Corso del torrente
Il Mozzola nasce da più sorgenti collocate sul M. Disperato, presso lo spartiacque con la Val Ceno, a circa 1100 m di altezza,  il primo tratto scorre all'interno di un fitto bosco ricevendo il contributo in destra di numerosi rii provenienti dal M. La Tagliata e dal M. Corno di Bue. In località Vettola il fiume esce dal bosco e continuando a scorrere in direzione est riceve in sinistra idraulica le acque del Rio Rovinella in località Mulino Sozzi, da qui prende a scorrete incassato in una stretta valle, tanto che i vari centri abitati sono tutti costruiti sulla costa. Fra gli altri affluenti che il Mozzola incontra nel suo percorso verso il fiume Taro si ricorda in sinistra idraulica il Rio del Verzese che si immette nel Mozzola all'altezza della località Rovina poco prima che il Mozzola stesso confluisca nel suo referente idraulico, poco a valle della Stazione di Valmozzola. Il corso del torrente è interamente compreso nel comune di Valmozzola che prende appunto in nome dal torrente stesso.

## Regime idrologico
Il torrente Mozzola presenta il regime idrologico tipico dei torrenti appenninici, con accentuate magre estive e piene autunnale impetuose e importanti. Con la sua portata media di 0.87 m3/s e con un bacino imbrifero di 45.83 km2 risulta comunque essere l'affluente di sinistra più importante del Taro nel bacino del medio appennino parmense.

## Curiosità
Si possono ammirare delle splendide rocce ofiolitiche a picco sul torrente nella zona di Giusaliggio, là dove sorgeva l'antica rocca Pallavicina.